# Vínarterta
La vínarterta (« gâteau viennois »), également appelé randalín, « gâteau de dame rayé »), est un gâteau multicouche composé de biscuit aromatisé aux amandes et/ou à la cardamome et de confiture de prunes, la confiture comprenant généralement des épices telles que la cannelle, la vanille, les clous de girofle et la cardamome,,. D'autres garnitures, comme l'abricot et la rhubarbe, sont moins connues, mais leur tradition remonte au XIXe siècle. La vinarterta est originaire d'Islande, mais son nom et sa composition évoquent des racines autrichiennes,.

## Histoire
La recette a été apportée au Manitoba par des immigrants islandais au Canada, dont beaucoup se sont installés en Nouvelle-Islande. Le gâteau est aujourd'hui mieux connu dans les communautés islandaises du Canada et des États-Unis qu'en Islande,. Le gâteau islandais moderne diffère du gâteau traditionnel, la confiture de prunes étant couramment remplacée par de la crème ou des fraises. En Nouvelle-Islande, les remplacements de la garniture ne sont pas conseillés.
Le gâteau est généralement servi en tranches rectangulaires avec du café. Il peut être glacé avec un glaçage au sucre aromatisé au bourbon.
L'histoire du gâteau a fait l'objet d'une thèse de doctorat de l'historienne Laurie Bertram à l'Université de Toronto.